# Улурия
Улурия (груз. ულურია) — село в Грузии, на территории Цаленджихского муниципалитета края (мхаре) Самегрело-Верхняя Сванетия.

## География
Село находится в западной части Грузии, в междуречье Чанисцкали и Хобисцкали, на расстоянии приблизительно 3 километров (по прямой) к юго-востоку от города Цаленджиха, административного центра муниципалитета. Абсолютная высота — 196 метров над уровнем моря.

## Население
По результатам официальной переписи населения 2014 года, в Улурии проживало 275 человек (147 мужчин и 128 женщин). В национальной структуре населения грузины составляли 99,6 %, русские – 0,4 %.
| Год  | Население, человек |
| ---- | ------------------ |
| 2002 | 381                |
| 2014 | ↘ 275              |